# Ekstynkcja atmosferyczna
Ekstynkcja atmosferyczna – zjawisko polegające na osłabieniu natężenia światła ciał niebieskich, powstałe w atmosferze na skutek pochłaniania i rozpraszania światła. Jej wartość zmienia się w zależności od położenia i wysokości. W zakresie światła widzialnego przez atmosferę ziemską przechodzi około 80% światła padającego pionowo.
Najważniejszym źródłem absorpcji promieniowania w atmosferze ziemskiej jest ozon, który silnie absorbuje promieniowanie w zakresie ultrafioletu.